# Novoteahînka, Bilozerka
Novoteahînka (în ucraineană Новотягинка) este un sat în comuna Tokarivka din raionul Bilozerka, regiunea Herson, Ucraina.

## Demografie
Componența lingvistică a localității Novoteahînka
     Ucraineană (92,63%)
     Rusă (7,23%)
     Alte limbi (0,14%)
Conform recensământului din 2001, majoritatea populației localității Novoteahînka era vorbitoare de ucraineană (92,63%), existând în minoritate și vorbitori de rusă (7,23%).